# 뷔엘라
뷔엘라 (Buellas)는 프랑스 오베르뉴론알프 앵주의 코뮌이다. 뷔엘라 마을 사람들은 '뷔엘라시앙' (Buellassiens)이라 부른다.

## 지리
뷔엘라는 브레스 평원과 동비스트 벌판 사이에 위치해 있다. 몽세, 포이야, 생드니레부르, 생레미, 몽트라콜 등의 코뮌과 경계를 나란히 한다.
특이한 점은 시청과 생마르탱 교회가 있는 뷔엘라 마을과, 오랫동안 운영된 학교와 투표소가 있는 코르주농 마을로 갈려져 있다는 사실인데 트레부 도로가 그 중간을 지나가기 때문이다. 1980년대에 새로운 학교를 지으면서 두 마을은 다시 통합되었고 지방선거에서도 통합 투표소가 설치되어 하나의 명부를 제출하게 되었다.

## 인구
| 연도 | 인구  | ±%    |
| ---- | ----- | ----- |
| 2004 | 1,538 | —     |
| 2006 | 1,650 | +7.3% |
| 2007 | 1,633 | −1.0% |
| 2008 | 1,617 | −1.0% |
| 2009 | 1,600 | −1.1% |
| 2010 | 1,669 | +4.3% |
| 2011 | 1,694 | +1.5% |
| 2012 | 1,714 | +1.2% |
| 2013 | 1,734 | +1.2% |
| 2014 | 1,754 | +1.2% |
| 2015 | 1,771 | +1.0% |
| 2016 | 1,767 | −0.2% |

## 명소
- 뷔엘라 생마르탱 교회 - 1926년 9월 7일부로 사적지로 지정.
- 테소니에르 성
- 테소니에르 식물원

## 자매 도시
지난 1990년부터 루마니아의 카탈리나 마을과 자매도시 관계를 맺고 있다.
- 루마니아 카탈리나

## 같이 보기
- 앵 주의 코뮌 목록